# Ibonia
Ibonia – epos malgaski, część epopei Andriambahoaka, przekazywany w tradycji ustnej przez ludy Merina na Madagaskarze przez kilkaset lat; spisany w XIX wieku. Ibonia jest przykładem hainteny, formy tradycyjnej poezji malgaskiej.

## Opis
Epos przetrwał przez kilkaset lat w tradycji oralnej. W 1830 roku został po raz pierwszy spisany przez anonimowego autora. W 1877 roku norweski misjonarz Lars Dahle (1843–1925) uzupełnił tekst, który został przetłumaczony na język angielski, m.in. w 1994 roku przez Lee Haringa. Historia Ibonii jest częścią epopei Andriambahoaka. Powstała na zachodnim wybrzeżu Madagaskaru. Epos istnieje w wielu wersjach i jest nadal przekazywany w formie ustnej. 
Ibonia opowiada historię w tradycji angano o cudownych narodzinach i życiu królewskiego herosa – Ibonii. Matka Ibonii pozostawała przez lata bezpłodna. Po interwencji boskiej urodziła syna o nadprzyrodzonej sile. Kiedy narzeczona Ibonii została porwana, heros wyruszył na jej poszukiwania. W czasie poszukiwań wykonywał wiele niebezpiecznych zadań, m.in. walczył z krokodylem i pokonał w walce porywacza narzeczonej. Tym samym udowodnił, że miał cechy odpowiednie, by objąć rządy nad swoim ludem.